# أروية قبرص
أروية قبرص (Ovis gmelini ophion) هي نويع مهدد بالانقراض من أروية غميلين يستوطن فقط قبرص في جبال منطقة بافوس. إنه أكبر حيوان في الجزيرة ونظرًا لوحدانيته وندرته فهو الحيوان الوطني لقبرص.